# Tingle

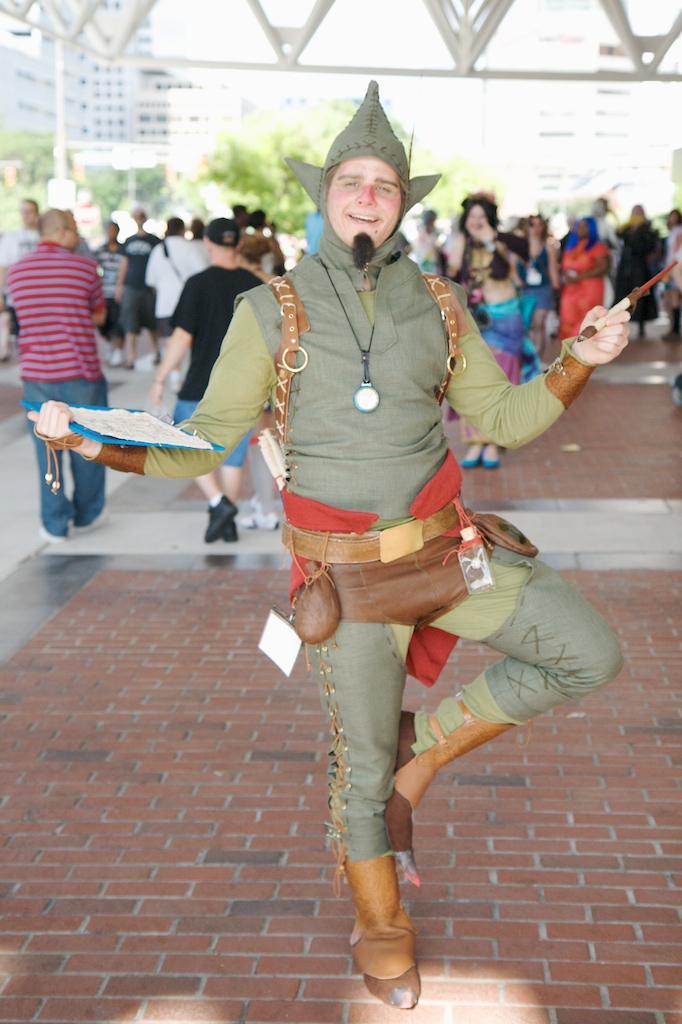
Tingle de The Legend of Zelda

Tingle es un personaje de ficción de la serie de videojuegos de Nintendo, The Legend of Zelda y que actualmente participa en su propia serie de videojuegos de Tingle. Se trata de una clara muestra de los personajes "cómicos" y extraños que tanto abundan en el universo de Nintendo. 
Tingle ha participado en 2 juegos propios, más un juego para DSi Ware, Tingle's Rosy Rupeeland y Tingle's Balloon trip of Love, que solo debutaron y aparecieron solo en Japón y Europa, ya que en América el rechazo hacia este personaje es altísimo. Comúnmente sus aventuras tratan acerca de las vanidades, comúnmente para salir luego aprendiendo de que ciertas vanidades no son lo más importantes en la vida.

## Características
Es un Hyliano de 35 años de edad que está obsesionado con las "hadas del bosque" y que desea, por encima de todo, convertirse en una de ellas. Se viste con disfraces verdes, semejantes a los que utiliza Link. También se le ha visto con pantalones cortos de color rojo y un collar con un reloj alrededor de su cuello. A Tingle normalmente se le veía flotando con su globo rojo pintando o en lo alto de su torre, descifrando o vendiendo mapas. Hasta el momento ha aparecido en The Legend of Zelda: Majora's Mask, The Legend of Zelda: Oracle of Ages, The Legend of Zelda: Four Swords Adventures, The Legend of Zelda: The Minish Cap, The Legend of Zelda: The Wind Waker y en The Legend of Zelda: Spirit Tracks. Tingle repite continuamente unas palabras que él mismo ha inventado y que cree que son mágicas (aunque no tienen ningún tipo de poder): "¡Tingle, Tingle! ¡Kurulín... PA!".

## Apariciones

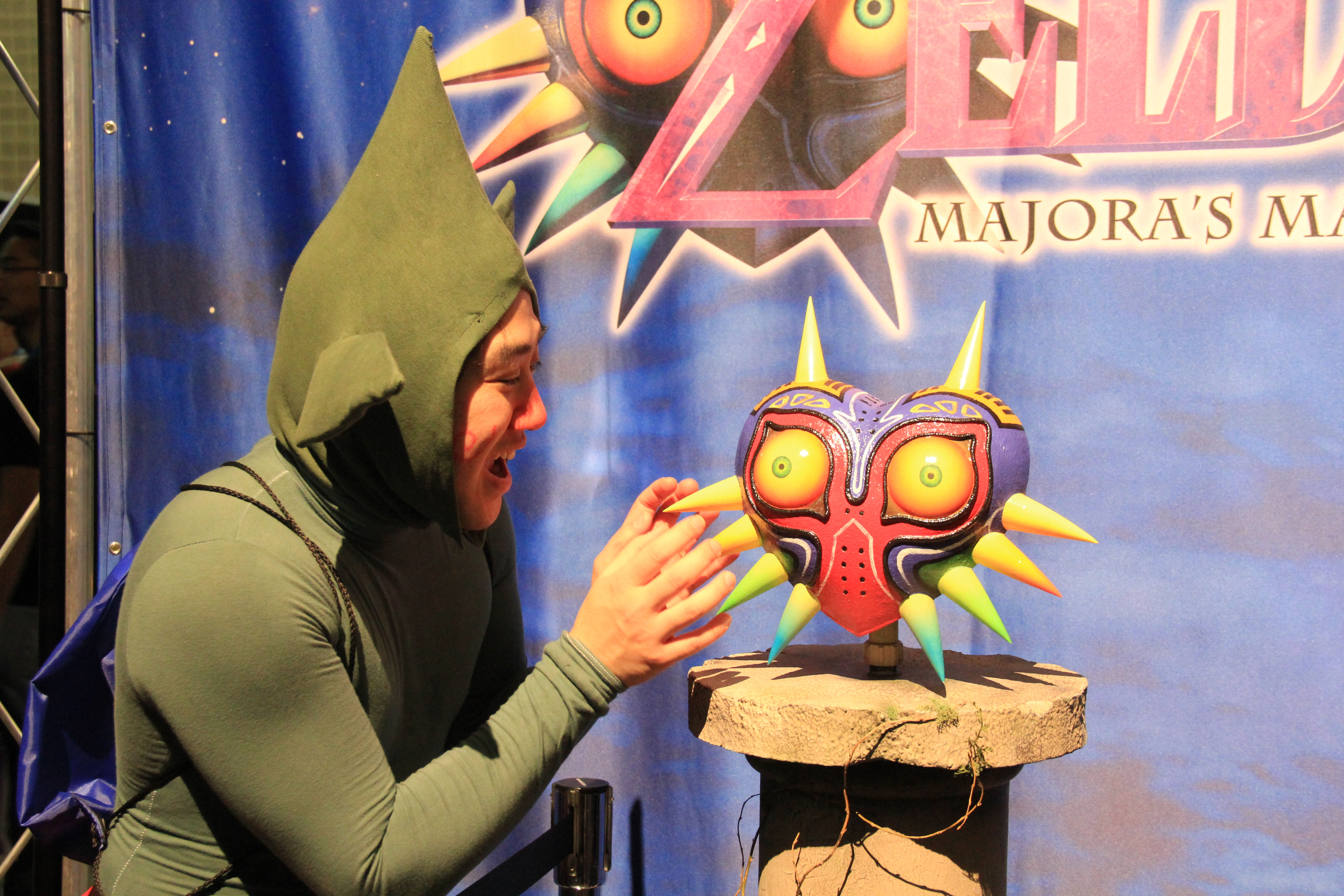
Cosplay de Tingle

### Saga The Legend of Zelda
- En The Legend of Zelda: Majora's Mask Tingle hace su primera aparición. En este juego Tingle ayuda a Link a viajar a través del mundo de Termina vendiéndole los mapas que él mismo pinta para su padre, el propietario de la tienda de fotografía del Bosque Catarata.

- Este excéntrico personaje también aparece en The Legend of Zelda: Oracle of Ages para darle a Link importantes objetos que utiliza para avanzar a través de la aventura.

- En The Legend of Zelda: The Wind Waker, Tingle se encuentra encerrado en una sórdida prisión de Isla Taura. Cuando es liberado por Link le regala el Tinglevisor, el cual puede ser usado si el jugador conecta una Game Boy Advance a una GameCube mediante un cable adaptador. Esto permite a un segundo usuario controlar a Tingle para ayudar a Link.

- Tingle también juega un rol vital en la historia del juego ya que es el único que sabe descifrar los mapas que indican la situación de los fragmentos de la Trifuerza del Valor. En The Legend of Zelda: The Wind Waker, Tingle aparece con sus otros hermanos. Uno vestido de color rosa (Ankle, el hermano más joven de Tingle), otro vestido de azul cuyo nombre es Knuckle, que es gemelo de Ankle y uno con ropas blancas que es un pobre hombre que fue rescatado por Tingle de un naufragio y "obligado" por éste a trabajar en su torre (David Jr.).

- En la serie diseñada para multijugador The Legend of Zelda: Four Swords Adventures, Tingle toma un rol de antagonista amigable. Si el jugador deja muchas Force Gems por mucho tiempo sin tomarlas, Tingle aparecerá con su globo y tratará de robarlas.

- En The Legend of Zelda: The Minish Cap, Tingle y sus tres hermanos fusionan Piedras de la Suerte con Link, lo que da al jugador acceso a distintos objetos o áreas nuevas.

- En The Legend of Zelda: Spirit Tracks, Tingle aparece como un muñeco en la tienda de Linebeck.

- En The Legend of Zelda: Skyward Sword, Tingle aparece como muñeco de peluche en la habitación de Zelda en Altárea.

### Juegos protagonizados por Tingle
- Tingle aparece como personaje principal en su propio juego de Nintendo DS, Freshly-Picked Tingle's Rosy Rupeeland (Tingle el pimpollo y el vergel de Rupialandia), un juego que solo apareció en Europa y Japón.

- Tingle también protagoniza el juego Tingle's Balloon Fight DS, un remake para Nintendo DS del juego original Balloon Fight de NES.

- En Nintendo DSi, más concretamente y en exclusiva en la DSiWare de Japón, Tingle apareció en Dekisugi Tingle Pack (Too Much Tingle Pack), un recopilatorio de minijuegos y herramientas inspirados en Tingle y en su juego Freshly-Picked Tingle's Rosy Rupeeland.

- Tingle aparece nuevamente como personaje principal en Irodzuki Tingle no Koi no Balloon Trip (Ripened Tingle's Balloon Trip of Love), secuela de Freshly-Picked Tingle's Rosy Rupeeland, un juego que únicamente apareció en Japón.

### Saga Super Smash Bros.
- Tingle se ve en Super Smash Bros. Melee como parte del escenario de la Gran Bahía. Su globo actúa como una plataforma adicional para los jugadores, pero cuando un jugador rompe el globo Tingle cae y la plataforma no es accesible temporalmente.

- En Super Smash Bros. Brawl Tingle aparece como un ayudante que puede aparecer al coger un determinado objeto durante el combate. Va vestido con el mismo traje que utiliza en el juego The Legend of Zelda: The Wind Waker.